# 普利沙集团
普利沙集团（西班牙語：PRISA）是西班牙的一家传媒集团。

## 历史
普利沙集团由西班牙實業家赫苏斯·德波朗科和何塞·奥特嘉·斯波托尔诺两人于1972年创立。斯波托尔诺是西班牙著名哲学家加塞特的儿子，波朗科则是军人家庭出身，后来一直担任集团的大股东和总裁，直到2007年7月21日去世。在这个过渡期，由他的儿子伊格纳西奥·波朗科担任总裁。2012年，胡安·路易斯·塞夫里安被任命为新总裁，伊格纳西奥·波朗科转任名誉总裁。
截至2010年，它的最大股东持有者为投资家尼古拉斯·伯格鲁恩。之后该集团的股权构成发生了很大变化，截至2017年底，普利沙集团的主要股东为英国Amber Capital（19.29％），波朗科家族的Rucandio（17.53％）和西班牙電信（13.06％）。

## 旗下出版物
截至2012年，普利沙集团持有《赫芬顿邮报》西语版50%的股权。截至2014年，普利沙集团持有葡萄牙媒体公司Media Capital95%的股权，也收购了葡萄牙獨立電視台以及一些电台频道。

### 报纸
| 中文       | 西文       | 类型     | 备注   |
| ---------- | ---------- | -------- | ------ |
| 《国家报》 | El País    | 一般日报 | [ 12 ] |
| 《阿斯報》 | As         | 体育     | [ 5 ]  |
| 《五日报》 | Cinco Días | 经济     | [ 5 ]  |

### 电视
PRISA TV
- Digital+（英语：Digital+） （卫星电视）
- 葡萄牙獨立電視台